# يوازس توماس فيزغانتس
يوازس توماس المعروف كذلك بلقب فيزغانتس (20 سبتمبر 1869 - 29 أبريل 1933) هو كاهن كاثوليكي روماني ليتواني وناشط برز خلال فترة الإحياء الوطني الليتواني. عمل كاتبًا وأنتج الكثير من المؤلفات، ومحررًا لتسع مجلات دورية وأستاذًا جامعيًا وعضوًا في العديد من الجمعيات والمنظمات. من أشهر أعماله الخيالية رواية المقاصة السحابية وحكاية الأعمام والعمات التي تتحدث عن قوم القرى العاديين.
وُلد توماس لعائلة من الفلاحين الليتوانيين، وتلقى تعليمه في مدرسة ثانوية في دوغافبيلس (لاتفيا الحالية) والتحق بمدرسة كاوناس للكهنة. انخرط في الصحافة الليتوانية، إلا أن السلطات القيصرية منعته من النشر في عام 1889 أو 1890. في عام 1893، رُسم كاهنًا وأُرسل إلى ميتاو (يلغافا الحالية، لاتفيا). في عام 1895، أعيد تعيينه في موزيديس شمال غرب ليتوانيا، حيث نظّم عملية نشر صحيفة تيفاينس سارغاس الدورية وتهريبها إلى ليتوانيا. أُلقي القبض على شقيقه يوناس وبحوزته المنشورات المحظورة وحُكم عليه بالسجن ثلاث سنوات ونُفي لمدة سنتين. غالبًا ما تشاجر توماس مع رؤسائه بسبب أنشطته الليتوانية وعناده وكثيرًا ما نُقل إلى أبرشيات بعيدة. مع ذلك، في عام 1906، وافق أساقفة ساموغيشيا وفيلنيوس على السماح له بالانتقال إلى فيلنيوس للعمل محررًا لصحيفة فيلنيوس زينيوس اليومية التي نشرها بيتراس فيليسيس. عمل في تحرير الصحيفة لمدة شهرين فقط ولكنه بقي في فيلنيوس وعمل محررًا لصحيفة فيلتيس، التي شارك في تأسيسها مع أنتاناس سميتونا. أملت هذه الصحيفة الثقافية الجديدة بأن توحد رجال الدين الكاثوليك المحافظين والمثقفين الأكثر ليبرالية في سبيل الصالح العام للدولة الليتوانية. نُفي توماس إلى لايزوفا في عام 1911 بعج أن نشر مقالًا ينتقد أبرشية فيلنيوس لقمعها اللغة الليتوانية وتفضيل اللغة البولندية عليها.
في عام 1911، ذهب في جولة في المجتمعات الليتوانية الأمريكية برفقة كونستانتيناس أولشاوسكاس لجمع التبرعات لبناء مقر جمعية سولي. خلال الحرب العالمية الأولى، انتقل توماس إلى ريغا وحرر صحيفة ريغوس غارساس. انضم إلى الجمعية الليتوانية لإغاثة متضرري الحرب، ونظم عملية إغاثة اللاجئين الليتوانيين. شارك في تأسيس حزب التقدم الوطني في عام 1917، وبصفته واحدًا من أعضائه، حضر مؤتمرات سياسية في بتروغراد وكييف وستوكهولم للمناداة باستقلال ليتوانيا. عاد إلى فيلنيوس في عام 1918، ولكنه انتقل إلى كاوناس بعد أن استولت بولندا عليها. حرر صحيفة تاوتا، التي نشرها حزب التقدم الوطني، وخاض انتخابات الجمعية التأسيسية في ليتوانيا، إلا أن نشاطه السياسي تراجع إلى حد كبير عندما لم ينجح في الانتخابات. أصبح رئيسًا لكنيسة فيتوتاس الكبرى ونظم إعادة بنائها. من 1922 إلى 1929، درس دورة في الأدب الليتواني خلال حقبة حظر الصحافة الليتوانية (1864-1904) في جامعة ليتوانيا. نشر توماس العديد من الأعمال حول السير الذاتية للكُتاب وجمع مجموعة كبيرة من المواد (المخطوطات والمراسلات والصور وما إلى ذلك) عن الكُتاب. استنادًا لذلك، نظم أرشيفًا أدبيًا في الجامعة.

## سيرته الذاتية

### نشأته وتعليمه
ولد توماس في قرية ماليشياي شمال سفيداساي لعائلة من الفلاحين الذين امتلكوا 24 ديسياتين من الأرض. هو أصغر أشقائه العشرة الذي توفي منهم خمسة في سن الطفولة. ولد توماس في نفس يوم ميلاد مريم العذراء (8 سبتمبر). رأت والدته، البالغة من العمر 45 عامًا، أن في ذلك إشارة على أنه يجب أن يصبح كاهنًا. في سن الخامسة، حصل توماس على التثبيت من الأسقف موتيخوس فالانشيوس في كاوناس. مع ذلك، لم يكن كثير المعرفة، بينما تميز بذاكرته الجيدة التي سمحت له بالنجاح في المواد دون أن يفهمها. مع ذلك، في خريف عام 1881، تمكن من اجتياز امتحانات القبول في المدرسة الثانوية في دوغافبيلس التي قبلت نحو 50 طالبًا من أصل 150 متقدمًا. بعد أربع سنوات من الدراسة، شجعه والداه على الانتقال إلى مدرسة الكاهن كاوناس، ولكنه قرر ترك الدراسة وبدأ العمل على إعطاء دروس خاصة. كان للدراسات الطويلة التي أعقبتها الدروس الخاصة لكسب لقمة العيش أثر سلبي على صحته، فكثيرًا ما أُصيب بأمراض الجهاز التنفسي.
خلال هذا الوقت، تزايد اهتمامه بالأدب الكلاسيكي الروسي، ولا سيما السير الذاتية والمذكرات. كانت الروايات المفضلة لديه هي سلسلة روايات السيرة الذاتية التي حملت عنوان الطفولة والصبا والشباب من تأليف ليو تولستوي. قرأ كذلك لسيرجي أكساكوف وإيفان تورجينيف وغليب أوسبينسكي وميخائيل زاغوسكين وإيفان غونشاروف ونيكولاي دوبروليوبوف وديمتري بيساريف، وغيرهم من المؤلفين. شارك توماس في مجموعات غير قانونية نظمها طلاب المدرسة الثانوية لقراءة منشورات مختلفة محظورة، معظمها اشتراكية، ومناقشتها. عرَف بوفيلاس ماتوليونيس الليتواني توماس على أوشرا (الفجر)، وهي أول صحيفة دورية باللغة الليتوانية نُشرت باللغة التيلسية، بروسيا الشرقية، بسبب حظر الصحافة الليتوانية. مع ذلك، لم يعتنق توماس النظرة الاشتراكية للعالم وكان هناك عدد قليل جدًا من الليتوانيين الذين اضطلعوا بالأنشطة الليتوانية. كان على توماس أن يعيد دراسة سنته الأخيرة في المدرسة الثانوية، وتخرج منها في عام 1888.
بعد تخرج توماس، تعين عليه الاختيار بين الالتحاق بمدرسة جامعية أو أن يصبح كاهنًا. شكك في دعوته إلى الكهنوت وفكر في دراسة الطب البيطري في سانت بطرسبرغ، إلا أنه وبسبب رغبات عائلته الملحة وسوء حالته الصحية، تقدم بطلب التحاق إلى مدرسة الكاهن كاوناس. لم يكن لديه سبب مقنع لدراسة اللاهوت وعانى بشكل خاص مع اللغة اللاتينية، فقبل التحاقه بالمدرسة، لم يكن على اطلاع باللاتينية ولم تكن هناك قواميس ليتوانية أو روسية، ودرس اللغة الليتوانية لدى كازيميراس جونيوس الذي لم يقدم سوى القليل من المعرفة العملية ولكنه ألهم طلابه. اشترك توماس في جمعية سرية عملت على ترجمة نصوص دينية ليتوانية مختلفة ونشرها. أصبحت تُعرف لاحقًا باسم جمعية القديس كازيمير عندما حصل أحد أعضائها على رفات القديس كازيمير.